# Oktet (informatika)
Oktet je v informatice a v telekomunikacích jednotka informace, která se skládá z osmi bitů.
Termín oktet je ve většině případů synonymem pro byte; používá se v případech, kdy by termín byte mohl být nejednoznačný, protože v minulosti žádná standardní definice pro byte neexistovala.
Byte jako jednotka informace je závislý na počítačové platformě a v minulosti mohl znamenat různý počet bitů. V současnosti díky vlivu několika převládajících počítačových architektur a výrobních řad, je byte prakticky vždy považován za 8 bitů. Tento význam termínu byte je kodifikován standardy jako ISO/IEC 80000-13. Také mezinárodní standard IEC 60027-2 v kapitole 3.8.2 definuje byte jako osmici bitů. Pro většinu lidí dnes jsou termíny byte a oktet synonyma, ale lidé, kteří pracují s určitými zastaralými systémy tyto termíny dobře rozlišují, aby předešli nejednoznačnosti.
Hodnoty oktetů se často vyjadřují a zobrazují v šestnáctkové, desítkové, osmičkové nebo dvojkové soustavě. Pokud jsou všechny bity v oktetu nastaveny na jedničku, hodnota oktetu je dvojkově 11111111, což se rovná šestnáctkově FF, desítkově 255 a osmičkově 377.
Oktety se používají v reprezentaci IP adres v síti Internet. IPv4 adresa se skládá ze čtyř oktetů, které se obvykle zapisují pomocí čísel 0 až 255 vzájemně oddělených tečkami. Nejvyšší možná IPv4 adresa je 255.255.255.255.
Posloupnosti oktetů proměnné délky používané například v Abstract Syntax Notation One (ASN.1) se anglicky nazývají octet string.

## Původ
Slovo oktet pochází z latinské a řecké číselné předpony octo- znamenající osm.

## Použití
Termín oktet se často používá v případě, že by použití slova byte nebylo jednoznačné. Často se používá v dokumentech Request for Comments (RFC) od Internet Engineering Task Force pro popis rozsahu paměti nebo velikosti parametrů různých protokolů. První použití je v RFC 635 z roku 1974.
Ve Francii, frankofonní části Kanady a v Rumunsku se používá slovo oktet v běžném jazyce místo byte, když se má jednat o 8 bitů. Takže například místo megabyte (MB) se říká megaoktet (Mo).

## Násobky
Oktety se používají s SI předponami nebo dvojkovými předponami (pro mocniny 2) standardizovanými organizací IEC v roce 1989:
| 1 kibioktet (Kio) | = 210 oktetů | = 1024 oktetů | = 1024 oktetů                              |
| 1 mebioktet (Mio) | = 220 oktetů | = 1024 Kio    | = 1 048 576 oktetů                         |
| 1 gibioktet (Gio) | = 230 oktetů | = 1024 Mio    | = 1 073 741 824 oktetů                     |
| 1 tebioktet (Tio) | = 240 oktetů | = 1024 Gio    | = 1 099 511 627 776 oktetů                 |
| 1 pebioktet (Pio) | = 250 oktetů | = 1024 Tio    | = 1 125 899 906 842 624 oktetů             |
| 1 exbioktet (Eio) | = 260 oktetů | = 1024 Pio    | = 1 152 921 504 606 846 976 oktetů         |
| 1 zebioktet (Zio) | = 270 oktetů | = 1024 Eio    | = 1 180 591 620 717 411 303 424 oktetů     |
| 1 yobioktet (Yio) | = 280 oktetů | = 1024 Zio    | = 1 208 925 819 614 629 174 706 176 oktetů |

SI předpony kilo, mega, giga, tera, apod. se mohou použít i pro oktety pro mocniny 10:
| 1 kilooktet (ko)  | = 103 oktetů  | = 1000 oktetů | = 1000 oktetů      |
| 1 megaoktet (Mo)  | = 106 oktetů  | = 1000 ko     | = 1 000 000 oktetů |
| 1 gigaoktet (Go)  | = 109 oktetů  | = 1000 Mo     | = 1 000 000 oktetů |
| 1 teraoktet (To)  | = 1012 oktetů | = 1000 Go     | = 1 000 000 oktetů |
| 1 petaoktet (Po)  | = 1015 oktetů | = 1000 To     | = 1 000 000 oktetů |
| 1 exaoktet (Eo)   | = 1018 oktetů | = 1000 Po     | = 1 000 000 oktetů |
| 1 zettaoktet (Zo) | = 1021 oktetů | = 1000 Eo     | = 1 000 000 oktetů |
| 1 yottaoktet (Yo) | = 1024 oktetů | = 1000 Zo     | = 1 000 000 oktetů |